# August Ferdinand Bernhardi

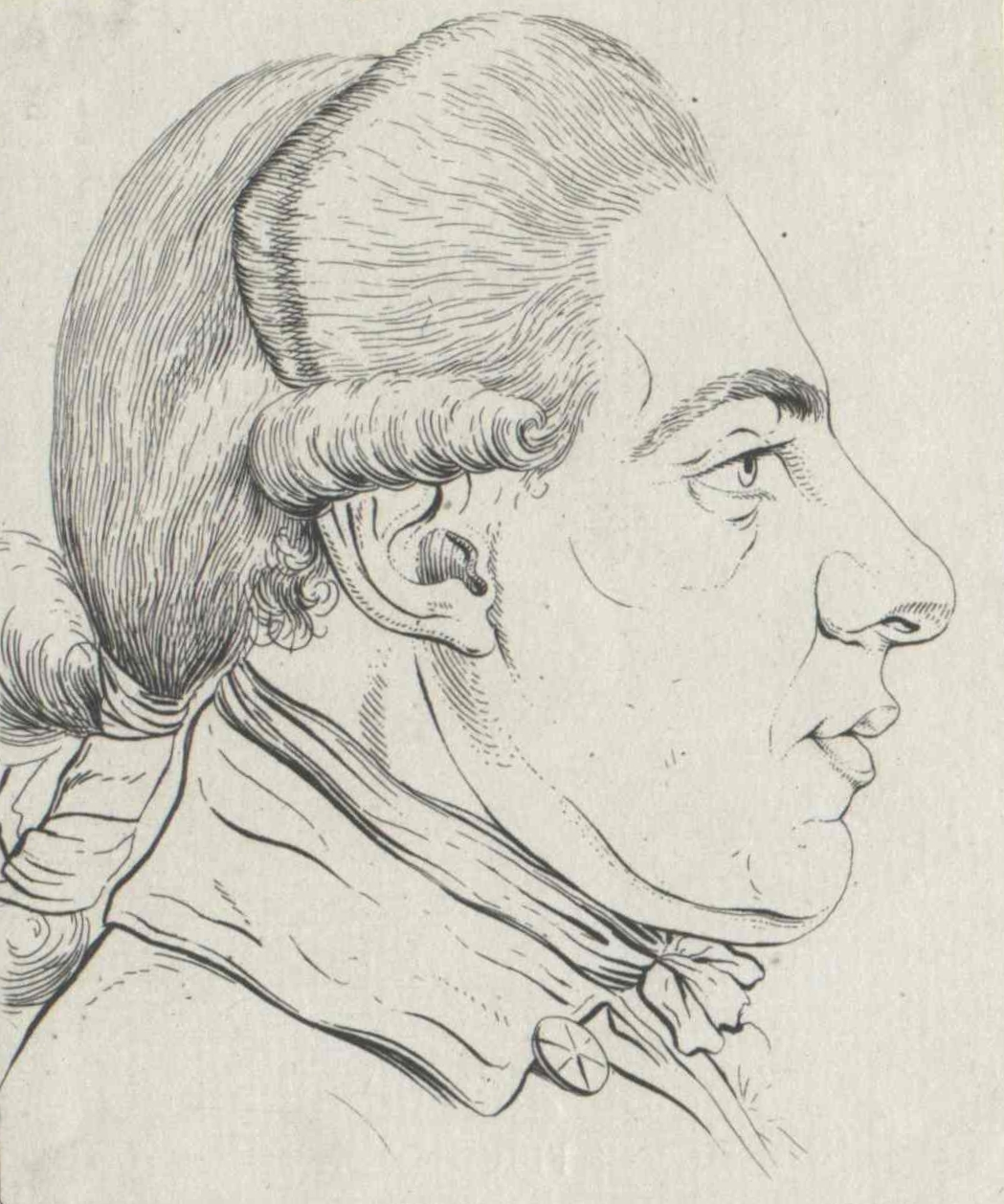
August Ferdinand Bernhardi

August Johann Christian Ferdinand Bernhardi (* 24. Juni 1769 in Berlin; † 1. Juni 1820 ebenda) war ein deutscher Sprachforscher und Schriftsteller.

## Leben
Seine Eltern waren Johann Christian Bernhardii (1738–1815) – Justizoberkommissar in Berlin – und dessen Ehefrau Christine Hilke aus Magdeburg. Zu seinen Vorfahren gehört Bartholomäus Bernhardi (1487–1551), der erste evangelische Rektor der Universität Wittenberg und Propst von Kemberg.
Nach dem Studium der Philosophie an der Universität Halle (Saale) wurde Bernhardi 1791 Lehrer am Friedrichwerderschen Gymnasium in Berlin – zu seinen Schülern gehörten u. a. Ludwig Tieck und Wilhelm Heinrich Wackenroder – und 1808 dessen Direktor. 1815 wurde er Mitglied des Berliner Konsistoriums und der wissenschaftlichen Prüfungskommission. Kurz vor seinem Tode wurde er zum Direktor des Friedrich-Wilhelms-Gymnasiums ernannt. Er gehörte zum inneren Kreis der Schulreformer des Neuhumanismus um Wilhelm von Humboldt.
Seit 1799 war Bernhardi mit Sophie Tieck, der Schwester des Schriftstellers Ludwig Tiecks und des Bildhauers Christian Friedrich Tiecks verheiratet. Die Ehe wurde jedoch 1805 wieder aufgelöst. Diese Beziehung brachte ihn in den Kreis der Romantiker, namentlich Friedrich und August Wilhelm Schlegel, sowie Ludwig Tieck u. a. Er trat dem 1804 von Adelbert von Chamisso und Karl August Varnhagen gegründeten Nordsternbund bei und beteiligte sich am Kollektivroman Die Versuche und Hindernisse Karls, an dem außer jenen auch Friedrich de la Motte Fouqué und Wilhelm Neumann mitschrieben. Darüber hinaus trat er 1810 der Gesetzlosen Gesellschaft zu Berlin bei.
Neben seinen sprachwissenschaftlichen Werken veröffentlichte Bernhardi auch satirische Schriften über das Berliner Gesellschafts- und Literaturleben und verfasste Beiträge für Literaturzeitschriften und Almanache (Athenäum, Europa …). Außerdem schrieb er eigene Erzählungen und Gedichte im Sinne der Romantik, das bekannteste Gedicht ist Der Löwe in Florenz.
Ruhm und Ansehen erlangte August Ferdinand Bernhardi jedoch vor allem durch seine Werke als Sprachforscher, mit denen er großen Einfluss auf die Arbeiten Wilhelm von Humboldts und Franz Bopps ausübte.
Aus seiner Ehe mit Sophie Tieck entstammen der Schriftsteller Wilhelm Bernhardi und der Historiker Theodor von Bernhardi.
August Ferdinand Bernhardi starb am 1. Juni 1820 im Alter von 50 Jahren in Berlin. Er wurde auf dem Friedhof der Dorotheenstädtischen und Friedrichswerderschen Gemeinden in Berlin beigesetzt. Das Grab ist nicht erhalten.

## Werke
- Vollständige lateinische Grammatik, 1795–1797
- Vollständige griechische Grammatik, 1797, Digitalisat
- Bambocciaden, 1797–1800
- Sprachlehre, 1801–1803, Volltext (Band 1), Volltext (Band 2)
- Anfangsgründe der Sprachwissenschaft, 1805, Digitalisat
- Ueber die ersten Grundsätze der Disciplin in einem Gymnasium, 1811, Digitalisat
- (Mitarbeit) Die Versuche und Hindernisse Karls, 1808
- Ansichten über die Organisation der gelehrten Schulen, 1818, Digitalisat
- Ueber den Philoktet des Sophokles Digitalisat